# بيغ نيك نيكولاس
بيغ نيك نيكولاس (بالإنجليزية: Big Nick Nicholas)‏ هو مغني أمريكي، ولد في 2 أغسطس 1922 في لانسنغ في الولايات المتحدة، وتوفي في 29 أكتوبر 1997 في كوينز في الولايات المتحدة.

## وصلات خارجية
- بيغ نيك نيكولاس على موقع ميوزك برينز (الإنجليزية)
- بيغ نيك نيكولاس على موقع ديسكوغز (الإنجليزية)